# 九十九廻坂
九十九廻坂（くじゅうくまわりざか）は、福井県福井市と同県大野市の境にある峠である。
点線県道である福井県道172号皿谷大野線の一部だが、代替路となる林道美山大野線の開通に伴い、九十九廻坂トンネルで通行可能となった。

## 概要
標高562mの峠である。江戸時代は大野藩領だった芦見村（旧美山町）地域と大野を結ぶ主要な峠だった。かつては車両の通行は不可能だったが、福井県道172号皿谷大野線から分岐して新設した林道の整備とトンネルの掘削が行われ、2002年5月30日から車両の通行が可能となった。
なお、トンネル区間に存在する旧峠道は登山道となっている。

## 道路状況
峠の直下に九十九廻坂トンネルが掘削されており、トンネルとその前後の区間は2車線（幅員7.0m）で整備されているが、林道区間は林道規程（昭和48年4月1日付け林野道第107号林野庁長官通知）で定める自動車道1級（国道、都道府県道等と連絡する幹線）1車線林道（幅員5.0m）として整備されている。なお、九十九廻坂トンネルの福井市側には、車両が10台程度停められる駐車場と東屋のある広場が設けられ、「ふるさと林道 美山〜大野線」の完成記念碑が設置されている。

### 九十九廻坂トンネル
2001年9月に開通した延長615mのトンネルである。
片側1車線（両側2車線）が確保されているなど、福井県道172号の分断区間を結んでいることもあって林道としては高規格な構造となっている。福井県内では初めて林道に作られたトンネルである。
- 延長：615m
- 幅員：7.0m（総幅員：8.5m）
- 高さ：4.7m
- 工法：NATM工法
- 施工：前田建設工業・高崎建設・東福建設共同企業体
- 工期：1999年（平成11年）12月 - 2001年（平成13年）9月
- 事業費：12億円
- 所在地：福井県福井市皿谷 - 大野市牛ケ原
- 事業主体：福井県森林整備課

## 峠へのアクセス
- 福井市より
  - 福井県道31号篠尾勝山線 - 福井県道172号皿谷大野線 - 林道美山大野線 - 九十九廻坂
- 大野市より
  - 国道158号 - 福井県道172号皿谷大野線 - 林道美山大野線 - 九十九廻坂

## 参考資料
- 福井農林総合事務所 林道整備 - ウェイバックマシン（2016年10月22日アーカイブ分）、福井県ホームページ